# Ujung Batu V
Ujung Batu V is een bestuurslaag in het regentschap Padang Lawas van de provincie Noord-Sumatra, Indonesië. Ujung Batu V telt 1863 inwoners (volkstelling 2010).